# Francis Boyle (1er vicomte Shannon)
Francis Boyle, 1er vicomte Shannon (1623-1699) est un conseiller privé d'Irlande et occupe le poste de Lord Lieutenant de Cork.

## Biographie
Il est le sixième fils de Richard Boyle (1er comte de Cork) par sa deuxième épouse, Catherine Fenton. À la mort de son père en 1643, il hérite de Annery House près de Bideford, Devon, ainsi que du manoir de Salcombe et du manoir Halberton. Pour les services militaires à l'appui du roi Charles II, il est créé vicomte Shannon en 1660. En 1672, il est nommé gouverneur de la ville et du comté de Cork.
Il est marié à Elizabeth Killigrew, sœur du dramaturge Thomas Killigrew, fille de Robert Killigrew et Mary Woodhouse. Elle a déjà une fille de Charles II, Charlotte Jemima FitzRoy (c.1650–1684), et avec Francis elle a trois autres enfants, deux fils et une fille Elizabeth, qui épouse John Jephson. Le vicomte est remplacé par Richard Boyle (2e vicomte Shannon), le fils aîné de son fils aîné, ce dernier étant décédé avant lui.